# Хоменко, Андрей Викторович
Андре́й Ви́кторович Хоме́нко (укр. Андрій Вікторович Хоменко; 6 декабря 1997, Раскопанцы — 3 марта 2022, Андрейчиково) — украинский военнослужащий, старший лейтенант, командир десантно-штурмового взвода 80-й отдельной десантно-штурмовой бригады, участник российско-украинской войны. Герой Украины (19 марта 2022, посмертно).

## Биография
Родился 6 декабря 1997 года в селе Раскопанцы Киевской области. Старший брат тоже боевой офицер.
В 2019 году завершил обучение, получил диплом и первое офицерское звание. По распределению попал в 3-ю батальонную тактическую группу в Черновцах, которая подчинена 80 ОДШБр. Практически сразу после выпуска отправился в район ООС.
Служил командиром десантно-штурмового взвода 80-й отдельной десантно-штурмовой бригады Десантно-штурмовых войск Вооружённых сил Украины.
В начале марта 2022 года принимал участия в боях в Станично-Луганском районе Луганской области. Погиб 3 марта 2022 года во время боя в районе села Андрейчиково Николаевской области.
Похоронен герой 17 марта в родном селе.

## Награды
- Звание «Герой Украины» с удостоением ордена «Золотая Звезда» (19 марта 2022, посмертно) — за личное мужество и героизм, проявленные в защите государственного суверенитета и территориальной целостности Украины, верность военной присяге[5].